# 88丁目駅
88丁目駅（88丁目-ボイド・アベニュー駅とも）はクイーンズ区オゾン・パークの88丁目とリバティ・アベニュー交差点に位置するニューヨーク市地下鉄INDフルトン・ストリート線の駅である。A系統が終日停車する。

## 歴史
駅は1915年9月25日にクイーンズ区にあるフルトン・ストリート高架線の他の6駅とともに開業した。その後、1956年4月29日よりINDの列車が走るようになった。
駅は2014年に改装工事を行っている。

## 駅構造
| P ホーム階 | 相対式ホーム、右側ドアが開く | 相対式ホーム、右側ドアが開く |
| P ホーム階 | 北行緩行線                   | ← インウッド-207丁目駅行き (80丁目駅) ← 深夜帯シャトル列車：ユークリッド・アベニュー駅行き (80丁目駅)                                                                     |
| P ホーム階 | 混雑方向急行線               | → 定期列車なし |
| P ホーム階 | 南行緩行線                   | → ファー・ロッカウェイ-モット・アベニュー駅行き、オゾン・パーク-レファーツ・ブールバード駅行き、ロッカウェイ・パーク-ビーチ116丁目駅行き (ロッカウェイ・ブールバード駅) → |
| P ホーム階 | 相対式ホーム、右側ドアが開く | |
| M          | 改札階                       | 改札口、駅員詰所、メトロカード券売機 |
| G          | 地上階                       | 出入口 |

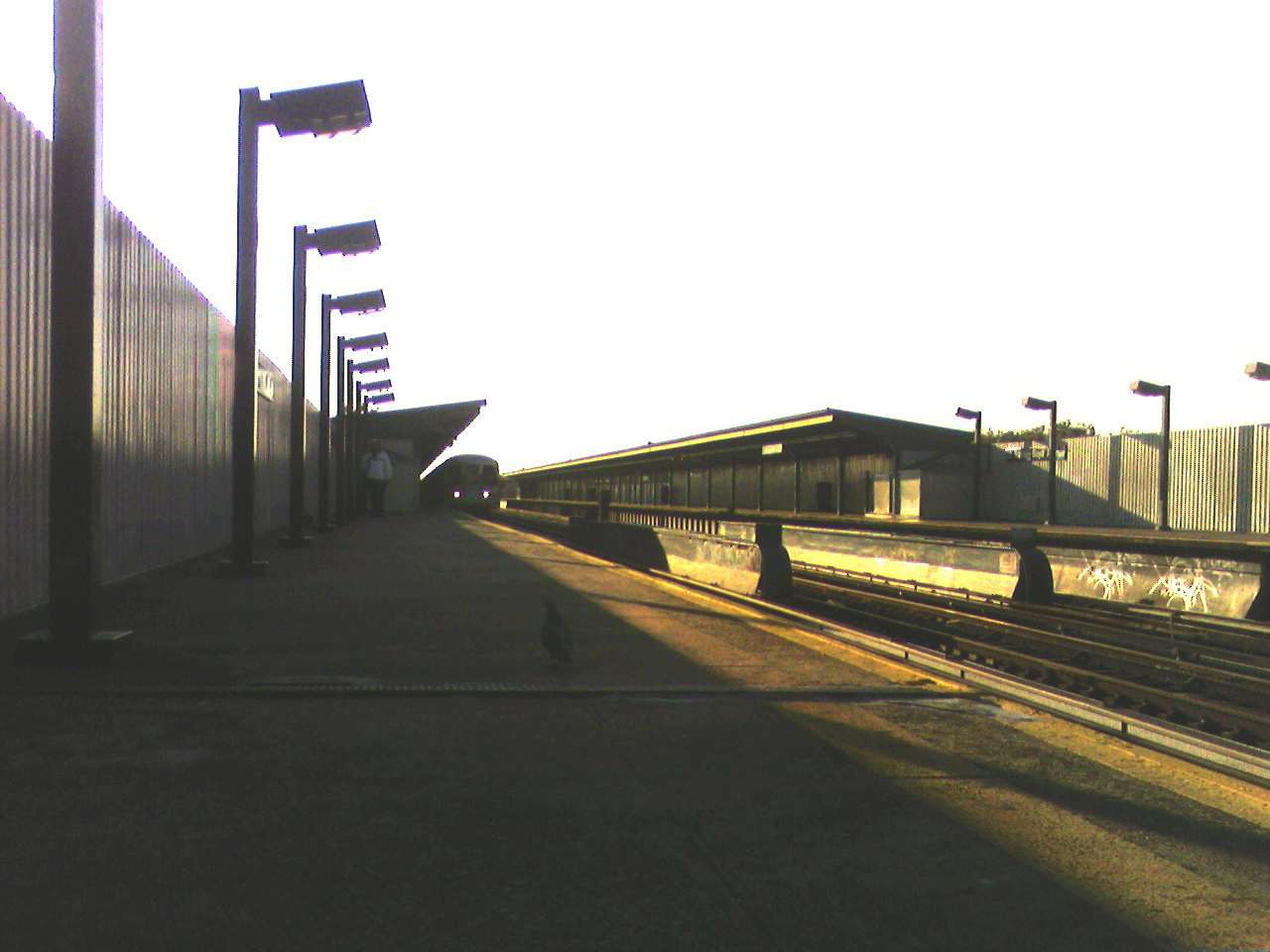
改装前の駅

駅は相対式ホーム2面3線の駅で、中央線は使用されていない。駅名標は開業当時のものであり、これは2014年の改装後もそのままとなっている。
2015年に設置されたアートワークであるMORPHING88はHaresh Lalvaniによるものである。

### 出口
駅は改札を1か所、地上への階段を2つ設けており、改札は駅東側に設けている。地上への階段は88丁目とリバティ・アベニュー交差点の北東・南東に1つずつ接続している。
また、かつては86丁目に出ることができる改札が駅西側にあった。